# Les Planches courbes
Les Planches courbes est un recueil de poésies d'Yves Bonnefoy publié en 2001 aux éditions du Mercure de France.

## Le titre
Ce titre étrange est donné au volume qui regroupe un ensemble de sept recueils et emprunte au cinquième recueil son intitulé de pierre.
- Ce titre peut être perçu comme un oxymore:

« Planches » a une dimension linéaire dont la rigidité s'oppose à  « courbes », à la dimension circulaire (qui donne l'idée d'un mouvement). 
- Ce mouvement est celui de l'écriture poétique : adapte sa forme, vers, prose, varie le rythme et la longueur - « rebord disloqué de la parole » (Dans le leurre des mots)

Ce titre a aussi un lien de parenté avec le personnage de Douve dont le nom  évoque entre autres les planches courbes d'un tonneau, qui,  comme elle, sont à la fois en mouvement  et immobiles (Du mouvement et de l'immobilité de Douve, 1953). Peut-être que Douve, la planche courbe, comme la barque du poëme, "n'apparaît que pour disparaître"?
Les planches courbes... une barque ? Le thème de Charon dans sa barque faisant traverser le Styx aux morts revient à plusieurs reprises dans le recueil.

## Contenu du recueil
Celui-ci contient sept parties : La Pluie d'été, La Voix lointaine, Dans le leurre des mots, La Maison natale, Les Planches courbes, L'Encore aveugle et Jeter des pierres. 
Il s'agit d'un regroupement de textes  aux formes poétiques variées : le vers libre y côtoie la prose poétique, de longs poèmes sont entrecoupés d'autres très courts.
L'ordre dans lequel les différents récits des Planches Courbes se succèdent ne correspond nullement à l'ordre de parution propre à chaque récit. La chronologie de parution des récits séparés est en effet la suivante :
- les deux poèmes Jeter des pierres : 1996
- L'Encore aveugle : 1997
- Les Planches courbes : 1998
- La Pluie d'été : 1999
- A Même rive : 2000
- La Voix lointaine : 2001

## Thèmes principaux
De nombreux thèmes sont récurrents à travers l'œuvre : Bonnefoy écrit à l'aube d'une époque qui est celle de la mort de Dieu (annoncée par Nietzsche), de la crise de l'humanisme (conséquence des totalitarismes[En quoi ?]), de la crise du lyrisme (annoncée par Theodor W. Adorno); en d'autres termes: Bonnefoy est un écrivain de la mort des Idéaux (Dieu, l'Homme et l'Art). Le rôle du poète pour Yves Bonnefoy est d'être le gardien du cimetière des Idéaux, d'esquisser un mouvement de retour à la croyance, à l'enfance, sans jamais pouvoir retourner au monde préverbal.[réf. nécessaire]
Les différentes problématiques développées ici par Yves Bonnefoy se rattachent à la post-modernité.
Bonnefoy évoque en outre le passage de l'enfance à l'âge adulte. Pour lui, l'enfance est synonyme de sagesse, en effet, il préfère les sensations à la parole; tel que son étymologie le montre, l'infans est celui qui ne parle pas.

## Le récit
« Les Planches Courbes » désigne également un récit en prose poétique qui fait partie intégrante du recueil. Il s'agit de l'histoire d'un enfant qui traverse une rivière sur la barque du Passeur, ce dernier finissant par le prendre sur ses épaules, l'esquif commençant à sombrer.

## Charles Baudelaire dansLes Planches courbes
Les références à Baudelaire sont multiples et plus ou moins explicites dans ce recueil. Ainsi, l'enfant qui traverse la rivière est peut-être l'étranger du Spleen de Paris de Charles Baudelaire. 
Yves Bonnefoy se réclame d'ailleurs de l'héritage de Baudelaire, et de toute la tradition romantique.

## Liens
https://www.maulpoix.net/bonnefoy.html
- Le cours d'Elisabeth Kennel sur Les Planches courbes
- Le cours d'Angèle Paoli sur Les Planches courbes